# Municipio de Broken Bow
El municipio de Broken Bow (en inglés: Broken Bow Township) es un municipio ubicado en el condado de Custer en el estado estadounidense de Nebraska. En el año 2010 tenía una población de 769 habitantes y una densidad poblacional de 2,39 personas por km².

## Geografía
El municipio de Broken Bow se encuentra ubicado en las coordenadas 41°26′11″N 99°38′18″O / 41.43639, -99.63833. Según la Oficina del Censo de los Estados Unidos, el municipio tiene una superficie total de 321.3 km², de la cual 321,15 km² corresponden a tierra firme y (0,04 %) 0,14 km² es agua.

## Demografía
Según el censo de 2010, había 769 personas residiendo en el municipio de Broken Bow. La densidad de población era de 2,39 hab./km². De los 769 habitantes, el municipio de Broken Bow estaba compuesto por el 96,49 % blancos, el 0,13 % eran afroamericanos, el 0,13 % eran asiáticos, el 3,25 % eran de otras razas. Del total de la población el 3,38 % eran hispanos o latinos de cualquier raza.